# System Buchholza
System Buchholza – uzupełniająca ocena jednakowych końcowych wyników dwóch lub więcej zawodników w turnieju polegająca na zsumowaniu punktów zdobytych przez ich przeciwników.
Rozróżnia się następujące odmiany tego systemu:
| Full Buchholz (tzw. pełny Buchholz)        | W tym systemie sumuje się wszystkie punkty zdobyte przez przeciwników. |
| Median Buchholz 1 (tzw. średni Buchholz 1) | W tym systemie sumuje się wszystkie punkty zdobyte przez przeciwników, z pominięciem rezultatów skrajnych, czyli przeciwników, którzy zdobyli największą i najmniejszą liczbę punktów.                                                                              |
| Median Buchholz 2 (tzw. średni Buchholz 2) | W tym systemie sumuje się wszystkie punkty zdobyte przez przeciwników, z pominięciem rezultatów skrajnych czterech zawodników (czyli dwóch przeciwników, którzy zdobyli największą liczbę punktów i dwóch przeciwników, którzy zdobyli najmniejszą liczbę punktów). |
| System Buchholza zredukowany 1             | W sumie punktów pomija się przeciwnika, który zdobył najmniejszą liczbę punktów. |
| System Buchholza zredukowany 2             | W sumie punktów pomija się dwóch przeciwników, którzy zdobyli najmniejszą liczbę punktów. |